# Ture Dahlö
Nils Ture Dahlö, född 24 mars 1895 i Stockholm-Näs socken Uppland, död 9 oktober 1970 i Stockholm, var en svensk konstnär, målare och grafiker.
Ture Dahlö studerade vid Althins målarskola 1917-1918. Han har målat figurer, till exempel En smålänning, landskap från Småland och Dalarna, hamnmotiv med mera. Han var medlem i Färg och Form.
Dahlö är representerad i Moderna museet, Göteborgs konstmuseum, Malmö museum med flera.

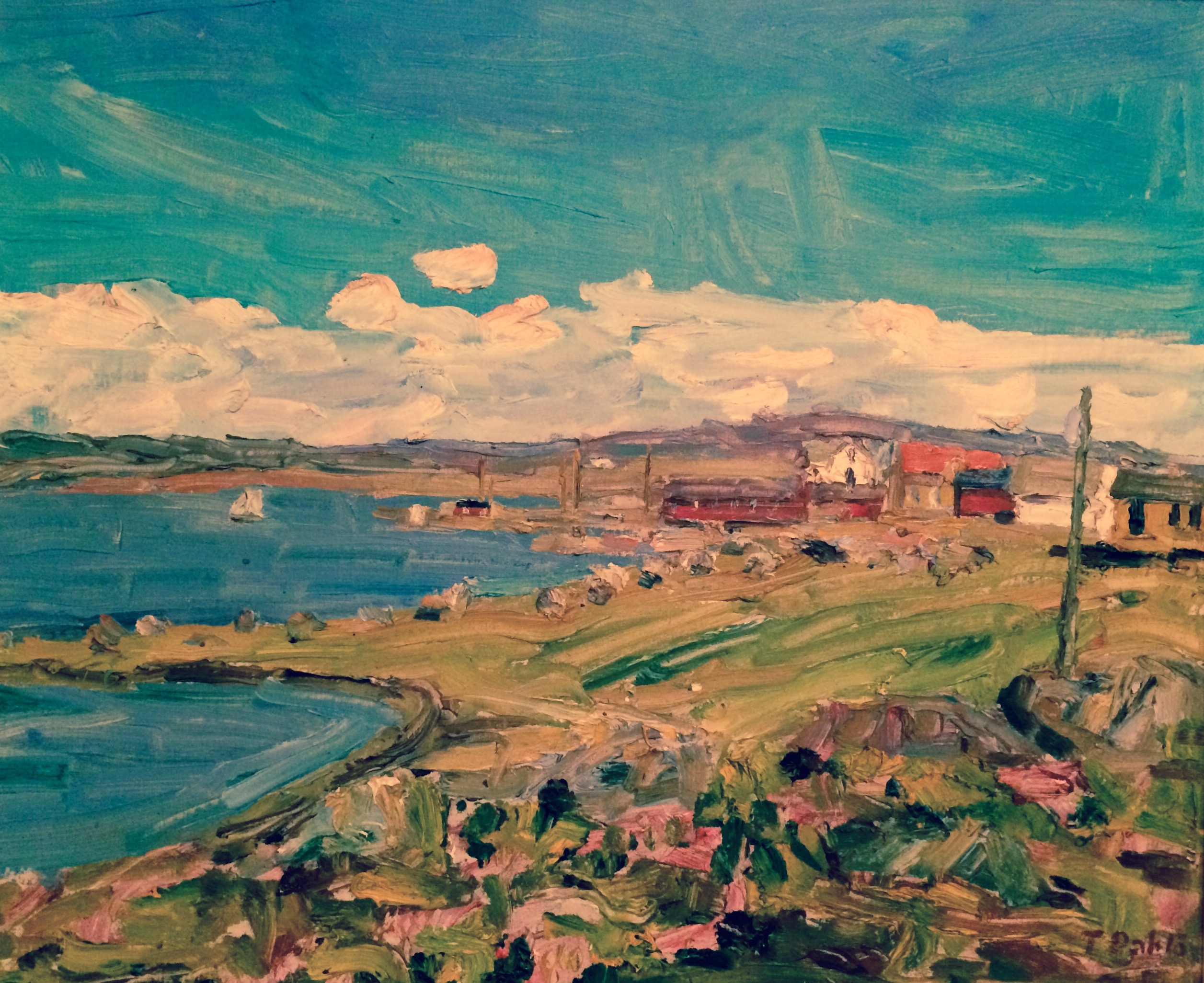
Kustmotiv av Ture Dahlö